# Ready to Die (album, The Notorious B.I.G.)
Ready to Die je první studiové album amerického rappera The Notorious B.I.G. Vydáno bylo v září roku 1994 společností Bad Boy Records. Na produkci alba se podíleli Sean Combs (zakladatel vydavatelství Bad Boy Records), Easy Mo Bee, DJ Premier a další. Na jedné písni se podílel Method Man. Časopis Rolling Stone desku v roce 2003 zařadil na 133. místo žebříčku 500 nejlepších alb všech dob. Týdeník Time ji o tři roky později zařadil mezi sto nejlepších alb všech dob.

## Seznam skladeb
1. „Intro“ – 3:24
2. „Things Done Changed“ – 3:58
3. „Gimme the Loot“ – 5:04
4. „Machine Gun Funk“ – 4:17
5. „Warning“ – 3:40
6. „Ready to Die“ – 4:24
7. „One More Chance“ – 4:43
8. „Fuck Me (Interlude)“ – 1:31
9. „The What“ – 3:57
10. „Juicy“ – 5:02
11. „Everyday Struggle“ – 5:19
12. „Me & My Bitch“ – 4:00
13. „Big Poppa“ – 4:13
14. „Respect“ – 5:21
15. „Friend of Mine“ – 3:28
16. „Unbelievable“ – 3:43
17. „Suicidal Thoughts“ – 2:50